# Método de Bartlett
En física, ingeniería, y matemáticas aplicadas, el método de Bartlett, que lleva el nombre de M. S. Bartlett, se usa para estimar la densidad espectral de potencia. El método de Bartlett consiste en una forma de reducir la varianza del periodograma a cambio de reducir la resolución, comparado con los periodogramas estándares. Algunas aplicaciones usuales del método de Bartlett es el cálculo de la respuesta en frecuencia y el análisis espectral en general.

## Definición y procedimiento
El método de Bartlett consiste en los siguientes pasos:
1. El segmento original de N muestras se divide en K segmentos de longitud M.
2. Para cada segmento, se obtiene el periodograma calculando la transformada discreta de Fourier (la versión de la DFT que no divide por M), y después se calcula el cuadrado del resultado y esto es lo que se divide por M.
3. Se promedia el resultado del periodograma para los segmentos de K muestras.
  1. El promediado reduce la varianza, comparado con el segmento original de N puntos.

El resultado final es un array de potencias vs. "bins" de frecuencia, es decir, cómo se reparte la potencia a lo largo del espectro.